# 埼玉県平和資料館
埼玉県平和資料館（さいたまけんへいわしりょうかん）は、埼玉県東松山市の物見山公園内にある埼玉県立の資料館である。愛称は「埼玉ピースミュージアム」。

## 概要
1993年8月1日開館、主に第二次世界大戦を中心とした埼玉県内の昭和の戦争資料展示を行っている。県民に戦争の悲惨さ及び平和の尊さを伝えることにより、県民の平和に対する意識の高揚を図り、もって平和な社会の発展に寄与することを目的とする。館内には41mの展望塔タワーがあり、岩殿丘陵の東端に位置する物見山に隣接するその敷地の標高の高さ（標高約130m）もあり、関東平野が一望できる。
2013年3月25日から施設のリニューアル工事のため、一時休館し、同年10月20日にリニューアルオープンした。
なお、隣接して埼玉県こども動物自然公園、岩殿観音がある。

## 主な設備
- 講堂
- 図書閲覧コーナー
- ビデオ鑑賞コーナー
- 資料検索コーナー
- 分類展示室
- 企画展示室
- 疑似体験コーナー
- 展望塔

## 所在地
- 埼玉県東松山市大字岩殿241-113

## アクセス
- 高坂駅（東武東上本線）西約3km
- 公共交通機関
  - 高坂駅西口2番バス乗り場から、川越観光バス TA01系統、TA02系統、TA03系統（「鳩山ニュータウン」ゆき）7分
    - 「大東文化大学」バス停下車徒歩5分
- 自動車
  - 関越自動車道「東松山インターチェンジ」から約6km
  - 関越自動車道「鶴ヶ島インターチェンジ」から約9km
  - 国道407号「宮鼻」交差点から埼玉県道212号岩殿観音南戸守線で約4km

## 話題
- 2006年6月27日の埼玉県議会で、展示の年表の表記について、当時知事であった上田清司が「古今東西、慰安婦はいても従軍慰安婦というのはいなかった」と答弁[3]。
- 同年表の南京大虐殺の記述と写真がマスキングされていることも議論になった。

## 周辺
- 高坂彫刻プロムナード【高田博厚彫刻群】
- 埼玉県こども動物自然公園
  - ビアトリクス・ポター資料館
- 岩殿観音 - 坂東三十三箇所の十番札所
- 物見山公園 - ツツジの名所
- 石坂ゴルフ倶楽部
- 高坂カントリークラブ
- 地球観測センター
- 東京電機大学埼玉鳩山キャンパス
- 大東文化大学東松山キャンパス
- 山村学園短期大学
- 高坂ニュータウン - 都市景観100選選定地区
- 高坂駅 - 関東の駅百選選定駅
- ピオニウォーク東松山